# Brusnik (Bośnia i Hercegowina)
Brusnik (cyr. Брусник) – wieś w Bośni i Hercegowinie, w Republice Serbskiej, w gminie Srbac. W 2013 roku liczyła 86 mieszkańców.